# Jaŭhen Savasc'janaŭ
Jaŭhen Jaŭhenavič Savasc'janaŭ (in bielorusso Яўген Яўгенавіч Савасцьянаў?; Vaŭkavysk, 30 gennaio 1988) è un calciatore bielorusso, centrocampista del Kluczevia Stargard.

## Carriera

### Club
Ha giocato nella massima serie bielorussa.

### Nazionale
Ha partecipato agli Europei Under-21 del 2011.